# Le Sirac
Le Sirac – szczyt w grupie górskiej Écrins we francuskich Alpach Delfinackich, w południowo-wschodniej Francji, w departamencie Alpy Wysokie w regionie Prowansja-Alpy-Lazurowe Wybrzeże.
Pierwszego wejścia na Le Sirac dokonali William Augustus Coolidge i Christian Almer 2 lipca 1877 r.
Szczyt można zdobyć ze schronisk Refuge de Chabourneou (2020 m n.p.m.) lub Refuge de Vallonpierre (2271 m n.p.m.).